# Скрізь тільки ти
«Скрізь тільки ти» (тур. Her Yerde Sen) — турецька романтична комедія, створена компанією Karga Seven Pictures. Прем'єра відбулася 14 червня 2019 року. В Україні прем'єра відбулася 11 березня 2025 року на телеканалі Бігуді. Головні ролі виконали Фуркан Андич та Айбюке Пусат.

## Сюжет
Селін — амбітна дівчина, яка мріє про власний будинок, щоб стати незалежною. Демір — успішний бізнесмен, який після року за кордоном повертається до Стамбула з наміром оселитися в будинку, де виріс. Обоє знаходять ідеальне житло та вирішують його придбати, але згодом з'ясовують, що кожен із них володіє половиною майна. Вони змушені жити під одним дахом, що ускладнює ситуацію ще більше, коли Селін дізнається, що Демір — її новий начальник.

## Актори та персонажі
| Актор            | Роль            |
| ---------------- | --------------- |
| Фуркан Андич     | Демір Еренділ   |
| Айбюке Пусат     | Селін Север     |
| Алі Яджи         | Бурак Янгель    |
| Аслихан Мальбора | Айда Акман      |
| Алі Гьозющірін   | Ібрагім Тунч    |
| Деніз Ішин       | Мерве Мутлу     |
| Джем Джюдженоглу | Мухаррем Уста   |
| Фатіх Озкан      | Феррух Оздемір  |
| Айфер Токатли    | Азміє Бошгечмез |
| Азіз Джанер Інан | Ведат Айхан     |

## Сезони

### Туреччина
| Сезон | Початок сезону | Фінал сезону      | Кількість серій | Епізоди | Канал ТВ | День і час трансляції             |
| ----- | -------------- | ----------------- | --------------- | ------- | -------- | --------------------------------- |
| 1     | 14 червня 2019 | 23 листопада 2019 | 23              | 1-23    | FOX      | Щоп'ятниці, 20.00/Щосуботи, 20.00 |

### Трансляція в Україні
Серіал транслювався з 11 березня по 2 травня 2025 року у будні о 18:00 та у вихідні о 11:00 на телеканалі Бігуді.
| Сезон | Початок сезону  | Фінал сезону  | Кількість серій | Епізоди | Канал ТВ | День і час трансляції                          |
| ----- | --------------- | ------------- | --------------- | ------- | -------- | ---------------------------------------------- |
| 1     | 11 березня 2025 | 2 травня 2025 | 75              | 1-75    | Бігуді   | Понеділок-П'ятниця, 18.00 Субота-Неділя, 11.00 |

Українською мовою серіал озвучено студією «1+1» у 2025 році.[джерело?]